# San Buenaventura (Meksyk)
San Buenaventura – miasto w Meksyku, w stanie Coahuila.